# Чернігівка (Генічеський район)
Черні́гівка — село в Україні, у Генічеській міській громаді Генічеського району Херсонської області. До 2020 підпорядковалось Чонгарській сільській раді. Населення становить 30 осіб (2013), налічується 20 дворів.
Село тимчасово окуповане російськими військами 24 лютого 2022 року.
Село засноване в кінці XIX — на початку XX століття братами Сергеєвими, на честь яких воно отримало першу назву — Сергіївка. У 1924 році до села переселився колгосп імені Ворошилова з Чернігівщини, на прохання переселенців село було перейменоване на Ворошиловку. Село було повністю зруйноване у Другу світову війну, але й було відбудоване першим на півострові Чонгар. У 1950-х роках село отримало сучасну назву — Чернігівка.

## Географія
Село розташоване у північній частині півострова Чонгар. Відстань від села до центральної садиби села Чонгара — 13 км.
Уздовж західної околиці села проходить автошлях М18 (E105) Харків—Сімферополь. На автошляху біля села зупиняються автобуси напрямків Генічеськ—Сімферополь, а в самому селі зупиняється лише автобус Генічеськ—Сиваш, який курсує раз на добу.
Сусідні населені пункти:

## Історія

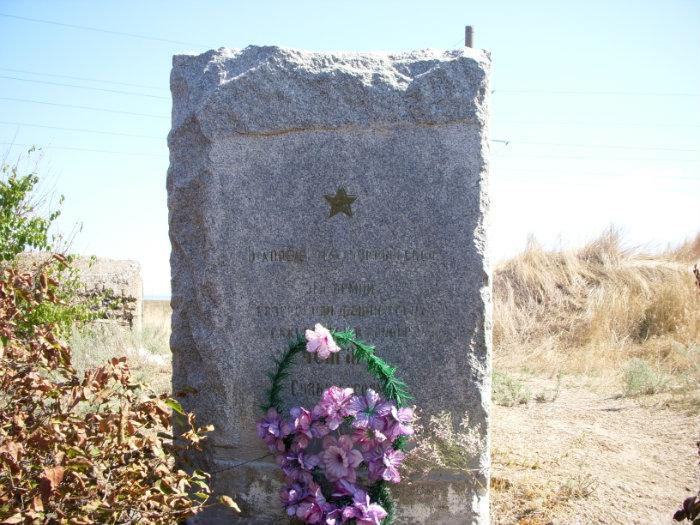
Пам'ятник визволенню Чонгарського півострова у Чернігівці

Село було засноване у кінці XIX — на початку XX століття братами Сергеєвими, які першими оселилися на цьому місці. Від їх прізвища й пішла перша назва села.
У 1924 році в село переселився колгосп імені Ворошилова з Чернігівщини. Чернігівчани при переїзді наполягли на збереженні назви, тому село було перейменоване на Ворошиловку. Колгоспники жили у куренях та землянках, мали один трактор, орали землю на коровах та конях.
У Другу світову війну Чернігівка була повністю зруйнована, проте вже в 1946 році почалося відновлення села. До села повернулася частина старих мешканців, приїхали переселенці з Криму, і під керівництвом голови Миколаївської сільської ради Григорія Легунова Чернігівка стала першим відновленим селом на Чонгарському півострові.
У 1950-х роках село було перейменоване, змінивши назву з Ворошиловки на Чернігівку.
У 1960-х до Чернігівки було переселено мешканців хутору Побережжя.
12 червня 2020 року, відповідно до Розпорядження Кабінету Міністрів України № 726-р «Про визначення адміністративних центрів та затвердження територій територіальних громад Херсонської області», увійшло до складу Генічеської міської громади.
17 липня 2020 року, в результаті адміністративно-територіальної реформи та ліквідації  колишнього Генічеського району увійшло до складу новоутвореного Генічеського району.
24 лютого 2022 року село тимчасово окуповане російськими військами під час російсько-української війни.

## Населення
За даними перепису 2001 року населення села становило 33 особи, з них 33,33% зазначили рідною мову українську, а 66,67% — російську.
Станом на 2013 рік населення села становило 30 осіб (у 2012 році в селі проживало 35 осіб). Структура жителів села за віком така:
- дітей дошкільного віку — 3;
- дітей шкільного віку — нема;
- громадян пенсійного віку — 9.

### Мова
Розподіл населення за рідною мовою за даними перепису 2001 року:
| Мова       | Кількість | Відсоток |
| ---------- | --------- | -------- |
| російська  | 22        | 66.67%   |
| українська | 11        | 33.33%   |
| Усього     | 33        | 100%     |

## Політика
Село входить до складу Чонгарської сільської ради (голова — Білецька Тетяна Олександрівна, висунута Комуністичною партією України).
До складу Чонгарської сільської ради входить 20 депутатів, серед яких один депутат обрана від Чернігівки за округом, поділеним із Миколаївкою (висунута Партією регіонів).
У селі діє місцевий осередок Української народної партії.
Село Чернігівка приєднане до постійної виборчої дільниці № 650228 в Миколаївці, яка розташована в приміщенні їдальні ПОП «Чонгар» на вулиці Комсомольській, 40 (до запровадження в 2012 році постійних виборчих дільниць сільська дільниця також розміщувалася в сільському клубі). Результати виборів:
- Парламентські вибори 2002: зареєстровано 471 виборця, явка 78,98%, найбільше голосів віддано за Комуністичну партію України — 37,63%, за Соціалістичну партію України — 16,40%, за Соціал-демократичну партію України (об'єднану) — 12,90%. В одномандатному окрузі результати виборів невідомі[15].
- Вибори Президента України 2004 (третій тур): зареєстровано 420 виборців, явка 80,24%, з них за Віктора Януковича — 83,38%, за Віктора Ющенка — 12,76%[16].
- Парламентські вибори 2006: зареєстровано 435 виборців, явка 69,89%, найбільше голосів віддано за Партію регіонів — 67,76%, за Блок Юлії Тимошенко — 6,25%, за Народний блок Литвина — 5,26%[17].
- Парламентські вибори 2007: зареєстровано 432 виборці, явка 65,28%, найбільше голосів віддано за Партію регіонів — 69,50%, за Блок Юлії Тимошенко — 7,80%, за блок «Наша Україна — Народна самооборона» — 3,90%[18].
- Вибори Президента України 2010 (перший тур): зареєстровано 424 виборці, явка 64,15%, найбільше голосів віддано за Віктора Януковича — 69,49%, за Юлію Тимошенко — 8,09%, за Сергія Тігіпка — 6,99%[19].
- Вибори Президента України 2010 (другий тур): зареєстровано 426 виборців, явка 69,25%, з них за Віктора Януковича — 80,34%, за Юлію Тимошенко — 12,20%[20].
- Парламентські вибори 2012: зареєстровано 420 виборців, явка 59,52%, найбільше голосів віддано за Партію регіонів — 40,24%, за Комуністичну партія України — 34,55%, за Всеукраїнське об'єднання «Батьківщина» — 7,72%[21]. В одномандатному окрузі найбільше голосів отримав Хлань Сергій Володимирович («Україна — Вперед!») — 37,60%, за Опанащенка Михайла Володимировича (ПР) — 20,80%, за Пінаєва Олександра Вікторовича (самовисування) — 12,80%[22].
- Вибори Президента України 2014: зареєстровано 424 виборці, явка 44,10%, найбільше голосів віддано за Петра Порошенка — 36,90%, за Сергія Тігіпка — 25,14%, за Олега Ляшка та Юлію Тимошенко — по 8,56%[23].
- Парламентські вибори 2014: зареєстровано 427 виборців, явка 39,58%, найбільше голосів віддано за «Блок Петра Порошенка» — 15,38%, за Партію Сергія Тігіпка «Сильна Україна» — 14,20%, за Радикальну партію Олега Ляшка та Всеукраїнське аграрне об'єднання «Заступ» — по 13,02%[24]. В одномандатному окрузі найбільше голосів отримав Хлань Сергій Володимирович (БПП) — 44,38%, за Кістечка Олександра Дмитровича (самовисування) — 23,67%, за Збаровського Петра Миколайовича («Сильна Україна») — 8,28%[25].

## Пам'ятки

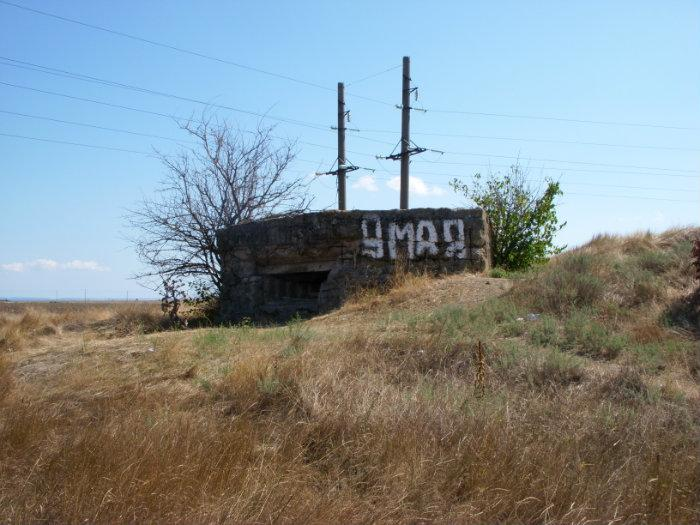
Дот у Чернігівці

У Чернігівці зареєстровані такі пам'ятки:
- залізобетонний дот 1943 році (висота 2 м). Пам'ятка історії місцевого значення з 1983 року (охоронний номер 508);
- пам'ятний камінь на честь визволення Чонгарського півострову (біля доту) — гранітна стела заввишки 1,7 м роботи Кримських художніх майстерень, встановлена у 1969 році. Пам'ятка історії місцевого значення з 1983 року (охоронний номер 511);
- група з трьох курганів III тисячоліття до н. е. — II тисячоліття н. е. заввишки 0,8—3 метри кожен. Відкриті у 1950, 1986 і 2002 роках дослідниками Билковою Валерією Павлівною та Оленковським Миколою Петровичем, мають статус пам'ятки археології місцевого значення з 2000 року (охоронний номер 1640).